# Francisco Piria
Fernando Juan Santiago Francisco María Piria de Grossi (Montevidéu, 21 de agosto de 1847 — 11 de dezembro de 1933) foi um empresário, escritor, inventor, político e alquimista uruguaio, famoso por ter fundado a cidade de Piriápolis, no Uruguai.

## Origens
Filho dos imigrantes genoveses Lorenzo Piria e Serafina de Grossi. A morte do pai, ainda criança, levou a mãe, preocupada com a educação do filho, a enviá-lo à Itália para ser educado pelo cunhado, um padre jesuíta. Sob a supervisão do tio, recebeu a melhor formação de sua época em humanidades e ciências. Estudar no contexto da disciplina e da austeridade características da Ordem de Santo Inácio de Loyola moldou significativamente seu caráter. Também pôde visitar lugares na Itália, como Nápoles e Roma, que lhe abriram a mente e a imaginação, cultivando um amor pelas artes clássicas que o acompanhou em toda sua vida.
Ao retornar ao Uruguai, começou a trabalhar em diversos ofícios, tornando-se um distinto leiloeiro.
Em 25 de dezembro de 1866, casou-se com Magdalena Rodino, mãe de seus quatro filhos: Francisco José, Adela (enteada), Lorenzo Piria e Arturo Piria. Casou-se pela segunda vez em 1894. Sua terceira esposa foi Carmen Piria, uma argentina envolvida em um escândalo conhecido. Em 1933, quase à beira da morte, Piria a declarou sua filha ilegítima.
Aos 29 anos, trabalhava como leiloeiro no "Mercado Viejo", localizado dentro da Cidadela de Montevidéu, posteriormente demolido para dar lugar à expansão da Praça Independência. Lá, Piria tinha uma casa de leilões permanente que funcionava do início da manhã até as 22h. Em 1870, quando ele tinha 23 anos, o Mercado Viejo foi incendiado e Piria, sofrendo pesadas perdas, teve que transferir sua "Exposición Universal" para a rua 18 de Julio, esquina com a Andes (na época chamada Los Andes).
Mais tarde, abriu uma oficina de venda de roupas prontas na esquina das ruas Treinta y Tres e Rincón. Com excepcional perspicácia para os negócios, aliada à sua engenhosa habilidade publicitária, comprou milhares de metros de tecido grosso e mandou fazer uma capa longa, que batizou de Remington.
Como Montevidéu estava sob constante agitação devido a motins militares na época, e rifles de mesmo nome, Piria mandou imprimir alguns boletins que diziam: "Todos os orientais devem ir buscar seu Remington", e abaixo deles colocou o endereço de sua loja. Aqueles que foram encontraram um sobretudo a bom preço em vez de um rifle. O recurso de vendas o levou a vender, segundo suas palavras, 5.000 Rémingtons.

## Criação de Piriápolis

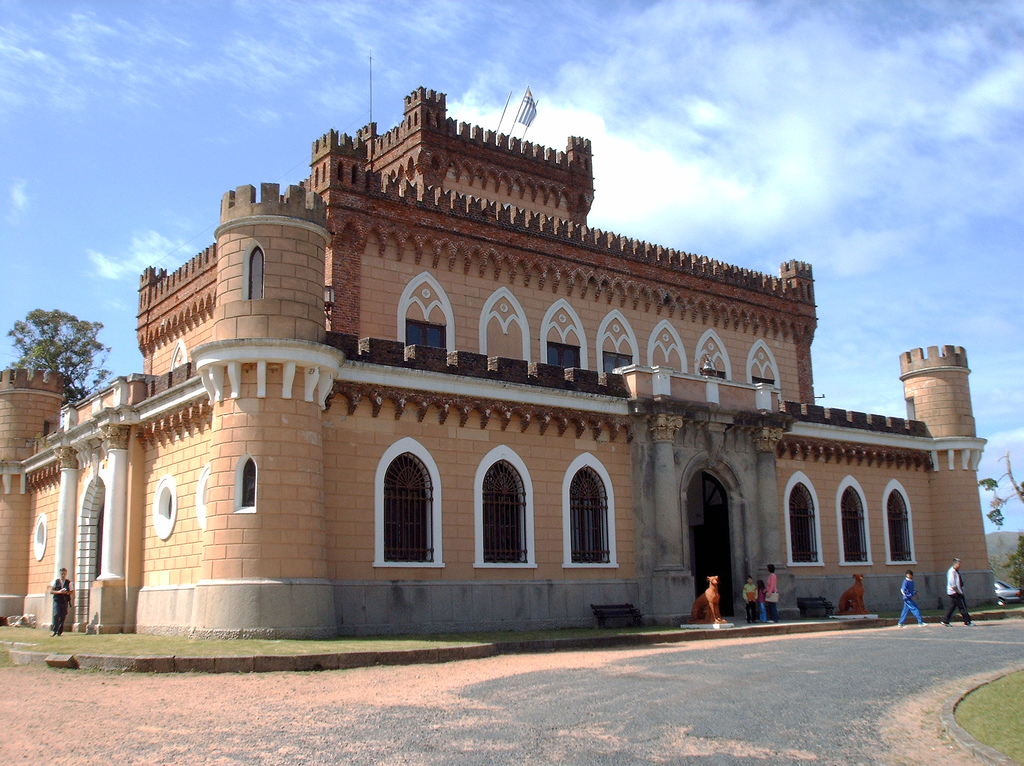
Castelo de Piria.

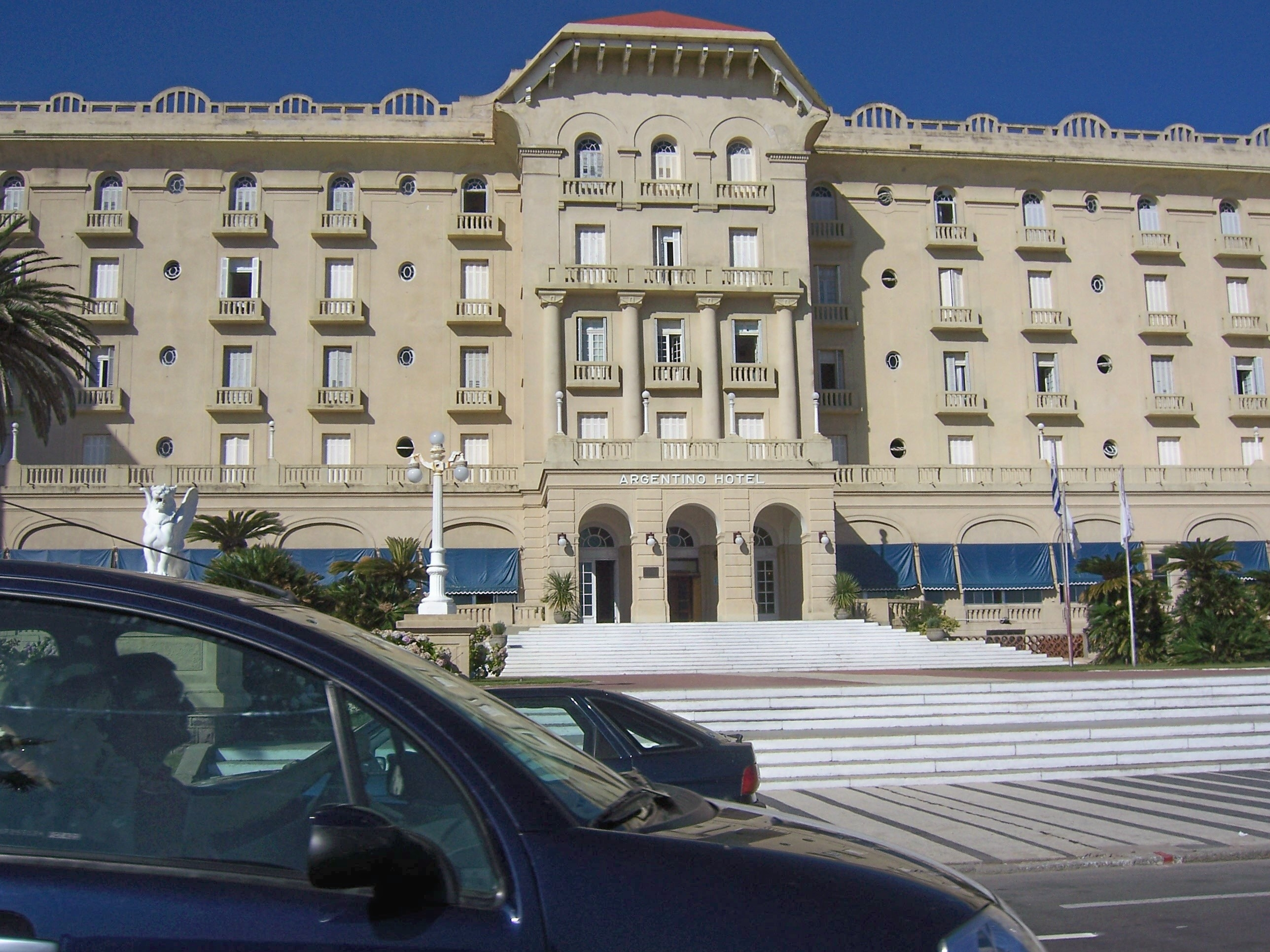
Argentino Hotel.

Francisco Piria foi o responsável pela criação do primeiro balneário do Uruguai. Em 1890, adquiriu 2.700 hectares de terra, que se estendiam do Cerro Pan de Azúcar até o mar. Naquele mesmo ano, realizou uma viagem à Europa, que o inspirou a explorar a costa uruguaia para fins turísticos. Foi um dos pioneiros em transformar um balneário distante da capital (Montevidéu) em um destino turístico de primeira linha, capaz de atrair estrangeiros de todo o mundo.
Em 1897, após viver um ano na Índia, retornou ao Uruguai para concluir a construção do castelo, sua residência particular. Este Castillo contaba con un extenso parque con fuentes y numerosas estatuas. Este castelo possuía um extenso parque com fontes e inúmeras estátuas. A vegetação era composta por uma grande variedade de espécies ornamentais exóticas. A arquitetura deste edifício combina uma mistura de estilos renascentistas; seus salões principais eram delicadamente decorados com papel de parede importado, no qual predominava o dourado. As molduras de gesso folheadas a ouro, os pisos de pinho e os móveis em estilo Luís XV demonstravam o gosto refinado de seu ocupante.
Em 1898, uma infestação de gafanhotos destruiu todas as suas plantações. Naquela época, ele colocou a estátua do Cristo Redentor como símbolo de fé e esperança, localizado em uma colina entre o Castelo e o Cerro del Toro, local onde os granitos estão geologicamente separados dos pórfiros.
Em 1905, construiu o primeiro Grand Hotel, chamado "Hotel Piriápolis", hoje "Colônia Escolar de Férias". Em 1910, iniciou a construção do calçadão na orla, inspirado por suas viagens à Europa, especificamente à Riviera Francesa. Em 1912, realizou-se o primeiro leilão de terras em Piriápolis e, a partir daí, a cidade começou a crescer com a construção de inúmeros chalés. Em 1913, entrou em operação o pitoresco trem a vapor, ligando a estação Pan de Azúcar ao porto de Piriápolis que estava em construção e seria concluído em 1916, permitindo a chegada dos barcos a vapor que traziam os primeiros turistas de Buenos Aires. O "trencito de Piria", como era popularmente conhecido, foi uma das características típicas do balneário.
Por fim, Piria construiu, a um custo de 5 milhões de pesos — uma quantia enorme para a época — um dos hotéis mais gigantescos da América do Sul, o Argentino Hotel. A pedra fundamental foi lançada em 1920 pelo presidente Baltasar Brum e inaugurada em 24 de dezembro de 1930.

## Palácio Piria de Montevidéu
O Palácio Piria é atualmente a sede da Suprema Corte de Justiça do Uruguai e está localizado no lado sul da Praça de Cagancha. Projetado pelo arquiteto francês Camille Gardelle, ainda hoje é conhecido como "Palácio Piria"
A construção deste palacete foi encomendada por Piria e realizada de acordo com as necessidades de sua família. Em 1917, Piria casou-se novamente e moravam com ele três filhos do primeiro casamento (dois casados e um solteiro). O distanciamento entre sua segunda esposa e seus enteados refletiu-se na disposição dos quartos da casa. O primeiro andar tinha três quartos: dois com suíte, voltados para a atual Rua Gutiérrez Ruiz, e o terceiro (do filho solteiro), voltado para a Praça de Cagancha.
O primeiro dormitório tinha um boudoir (quarto, escritório, guarda-roupa) anexo na esquina da Rua San José e uma sala de estar com varanda com vista para a Rua G. Ruiz. O segundo quarto tinha uma sala de estar anexa com varanda com vista para a Rua G. Ruiz, e seu boudoir dava para a praça a partir da varanda. O terceiro quarto não tinha sala de estar, mas tinha seu próprio boudoir.
O primeiro andar era a suntuosa área de recepção da casa. Consistia nos seguintes cômodos:
- Grande Salão do Império, com quase 20 metros de comprimento. Ocupa todo o espaço deste nível com vista para a praça, desde a Rua G. Ruiz até o muro contíguo ao terreno vizinho, e é dividido em três partes (uma central e duas laterais) separadas por colunas e pilastras de pórfiro. Era suntuosamente decorado com motivos de águias, ramos de louro, esfinges, grifos, etc., e possuía espelhos e painéis de seda nas paredes.
- Escritório de Piria, cujas varandas se abrem para a Rua Gutiérrez Ruiz. Possuía duas antecâmaras contíguas.
- Sala de jantar. O teto artesoado e os lambris nas paredes eram notáveis.
- Sala de bilhar com teto afresco. Esta sala possui um pequeno gabinete contíguo na esquina da Rua San José. O acesso à sala de jantar era feito por uma porta na sala de bilhar ou pelo gabinete.

O segundo andar era o último andar da casa e servia como residência de Piria e sua segunda esposa. Era dividido em duas suítes. A primeira, os aposentos de Piria, ficava na ala norte. A segunda, na ala sul, eram os aposentos da Sra. Piria. Entre as duas suítes, havia um amplo salão, que servia como sala de estar, descanso e leitura para o casal. Sendo um espaço compartilhado, havia uma porta que dava para o cômodo de Piria e outra para o cômodo da Sra. Piria.
O arquiteto Gardelle projetou a grande lógia entre os dois cômodos, na fachada da rua G. Ruiz, que permitiu a extensão da área de lazer da casa para o exterior. Na época da construção deste edifício, os banheiros eram projetados separadamente dos quartos. A casa tinha seis banheiros principais (dois em cada andar).
Piria era alquimista e, por isso, a casa está repleta de símbolos misteriosos e esotéricos. É um dos poucos edifícios em Montevidéu que incorpora esse simbolismo em sua decoração. A forma oval do salão térreo (o ovo, símbolo da origem da vida) se repete no subsolo e nos espaços de distribuição dos dois andares superiores. A forma oval se repete nas lajes de mármore verde que decoram as paredes do primeiro e do último andar.
A suntuosa escadaria de mármore é o principal elemento arquitetônico. Ela se ergue da área sombreada do térreo, ramifica-se na forma do signo de Áries ao chegar ao primeiro andar, onde o espaço parece mais claro, e finalmente deságua novamente na figura de Áries no nível superior, sob a majestosa iluminação do vitral oval que coroa a casa.
Piria pretendia que sua escadaria representasse a ascensão dantesca ao céu, retratada no imponente vitral (assinado pelo artesão Marchetti, assim como as demais janelas do edifício). Esta obra de arte em vidro é cercada por uma guirlanda de folhas verdes de acanto, que envolve outra guirlanda de flores sustentadas por anjos e culmina no centro com três figuras de anjos sustentando um escudo azul.
Outros símbolos reiterados na decoração são: a rosa (flor supostamente criada pelos alquimistas, símbolo da juventude), o símbolo do infinito, que se repete em cadeia fechada para simbolizar a eternidade, a Árvore da Vida, e as figuras pagãs de faunos, sátiros, ninfas, etc., que se veem nos relevos cerâmicos italianos que decoram as paredes do hall de entrada, as do andar superior e as do topo da escada, onde nenhuma figura se repete.

## Palácio Piria da Província de Buenos Aires
O Palácio Piria de Buenos Aires é um edifício do início do século XX (1907 e 1910), localizado no Camino Costanero Almirante Brown, na cidade de Ensenada, província de Buenos Aires. Foi adquirido por Piria em meados de 1926, que o reformou para se mudar com sua família. Os cômodos do primeiro andar eram revestidos de madeira esculpida por artistas uruguaios, enquanto o Salão dos Espelhos, uma sala central adornada com espelhos biselados, teve seus acessórios substituídos por bronze trabalhado à mão. Era um edifício luxuoso que, mesmo no século XXI, apesar de seu estado deplorável de conservação, continua sendo o edifício mais impressionante de toda a história da região.
Após converter a mansão em um suntuoso palácio, Piria empenhou-se em transformar a região no que ele chamaria de "costa dourada do Rio da Prata". Para tanto, propôs às autoridades provinciais a construção de uma estrada ligando a cidade de La Plata a Punta Lara, contornando Ensenada. Em troca, ofereceu-se para assumir o desenvolvimento das praias.
A burocracia passou o projeto de mão em mão, esgotando Piria, que retornou ao Uruguai. Em 1947, o palácio e os 141 hectares ao redor passaram para as mãos do Governo da Província de Buenos Aires por meio de uma doação da família Piria, para uso residencial dos governadores, embora a doação nunca tenha se concretizado.
Durante vários anos, funcionou como uma colônia de férias para crianças órfãs. Foi transferido para a Prefeitura de Ensenada, que perdeu seus direitos por não conseguir recuperá-lo. Pela Lei 12.955 da Província de Buenos Aires, foi declarado Monumento Histórico e incorporado ao Patrimônio Cultural da Província. Seu estado atual é degradado.

## Político e pensador
Em suas origens ele se autoproclamou "branco" e, ainda adolescente, lutou no exército contra Venancio Flores.
Mais tarde, desenvolveria ideias semelhantes ao socialismo utópico e se opôs veementemente a José Batlle y Ordóñez. Chegou a idealizar a descentralização do Uruguai, o uso de energia solar e a construção de projetos urbanos progressistas.
Fundou o partido conservador União Democrática. Em 1919, concorreu à presidência, mas obteve apenas 600 votos.
Em 1898, escreveu o livro El socialismo triunfante. Lo que será mi país dentro de 200 años no qual se dirige à sua terra natal no ano de 2098.
Também fundou o jornal La Tribuna Popular.

## Fundação de bairros
Em 1873, uma área residencial foi projetada em Montevidéu, adjacente à existente, estendendo-se por Flor de Maroñas (1875), Ituzaingó (1888) e outros bairros, como Pérez Castellanos (1908) e Jardines del Hipódromo (1926), fundados por Francisco Piria. Com o tempo, com o crescimento da cidade, esses bairros foram incorporados a Montevidéu, em vez de separados dela, como acontecia em seus primórdios.
Na cidade de Progreso, Canelones, em 1888, logo após a chegada da ferrovia, Francisco Piria, por meio de sua empresa "La Industrial", adquiriu um terreno para construir um loteamento chamado Eliseo Argentino. Piria também é o projetista de um das construções mais emblemáticas da região, um chalé de dois andares em estilo parisiense com sótãos, telhado de ardósia preta, amplas varandas, colunas e balaustradas de mármore. Este chalé passou posteriormente às mãos do Sr. Demoulin Varonne. Ele também desenvolveu loteamentos na cidade de Las Piedras.

## Legado
Pouco depois da grande inauguração, Francisco Piria morreu em 11 de dezembro de 1933, mas como disse Loreley Lazo, uma poetisa nacional contemporânea intimamente ligada a este hotel, "Piria pode ser encontrado em tudo o que sua vontade de ferro criou. Ele era um homem que tinha um sonho, o tornou realidade e vive nele." Parte do legado de Francisco Piria foi documentado no longa-metragem argentino Ciudadano Piria, lançado em 2014. Francisco Piria morreu aos 86 anos em sua casa em Montevidéu, sofrendo de congestão pulmonar, complicada por diabetes, uremia e um coração fraco.